# Zakamen
Zakamen (nemško Bergstein) je naselje v Občini Velikovec v Okraju Velikovec na Koroškem v Avstriji.